# Антоний (Храповицкий)
Митрополи́т Анто́ний (в миру Алексе́й Па́влович Храпови́цкий; 17 [29] марта 1863, село Ватагино, Крестецкий уезд, Новгородская губерния — 10 августа 1936, Сремски-Карловци, Югославия) — епископ Православной российской церкви; с 30 мая 1918 года митрополит Киевский и Галицкий; впоследствии, после Гражданской войны в России, первый по времени председатель Архиерейского синода Русской православной церкви заграницей. Богослов, философ, в начале XX века активный поборник восстановления патриаршества в Русской церкви, набравший наибольшее число голосов как кандидат на патриарший престол на Всероссийском соборе в октябре 1917 года.

## Биография

### Детство и юность
Отец — Павел Павлович Храповицкий (1834—1888) — новгородский помещик, генерал, участник Русско-турецкой войны 1877–1878 гг., принадлежал к дворянскому роду Храповицких. Его отец был внуком кабинет-секретаря Александра Храповицкого. Мать, Наталья Петровна Веригина (1839—1904) — дочь помещика Харьковской губернии, получила хорошее образование и отличалась благочестием.
В семье было четверо сыновей — Владимир (1858–1909), магистр ботаники, Борис (1861–1924), инженер путей сообщения, Алексей и Александр, коллежский советник, деятель Новгородского земства; Алексей был третьим по возрасту. В раннем детстве, когда семья переехала в Санкт-Петербург, Алексей начал принимать участие в архиерейских богослужениях — в качестве жезлоносца и книгодержца. Религиозным воспитанием обязан матери.
Вопреки его желанию учиться в духовном училище, был в девятилетнем возрасте отдан в 5-ю петербургскую гимназию. В то время глубокое впечатление на него производили лекции Владимира Соловьёва (идеи которого он позднее критиковал прежде всего за прокатолическую направленность), публичные выступления Фёдора Достоевского. Позже в России и русской эмиграции было распространено мнение, что Алёша в романе Достоевского «Братья Карамазовы» был написан с юного Храповицкого; но, по утверждению последнего, он не был лично знаком с Достоевским.
В 5-м классе гимназии он написал службу святым Кириллу и Мефодию, которая впоследствии, в 1887 году, была одобрена Синодом для богослужебного употребления и вошла в состав дополнительной Минеи. Важным событием в жизни юноши стало знакомство с архимандритом Николаем (Касаткиным).
В 1881 году окончил гимназию с золотой медалью, затем, вопреки воле отца, выдержал вступительные экзамены в Санкт-Петербургскую духовную академию; поступление дворянина, закончившего гимназию, в Духовную академию было тогда шагом чрезвычайно необычным, ибо туда шли преимущественно дети духовенства. Ближайшими друзьями Алексея Храповицкого стали Михаил Грибановский (впоследствии епископ Таврический) и Иван Страгородский (впоследствии Патриарх Московский и всея Руси).

### Монашество; начало служения
В 1885 году окончил с учёной степенью кандидата богословия Санкт-Петербургскую духовную академию, приняв 18 мая 1885 года постриг в академический церкви — был наречён Антонием в честь преподобного Антония Римлянина; 12 июня рукоположён во иеродиакона, 29 сентября — во иеромонаха.
Оставлен при академии профессорским стипендиатом и назначен субинспектором. С 1886 года преподавал гомилетику, литургику и церковное право в Холмской духовной семинарии.
С 1887 года — исполняющий должность доцента Петербургской духовной академии по кафедре Священного Писания Ветхого Завета. В 1888 году ему присвоена степень магистра богословия после защиты диссертации на тему «Психологические данные в пользу свободы воли и нравственной ответственности». В этом же году он утверждён в звании доцента Академии. В 1889 году назначен исполняющим должность инспектора Академии.
В 1890 году Антоний был возведён в сан архимандрита и назначен ректором Санкт-Петербургской духовной семинарии. Во время учёбы и преподавания в Санкт-Петербурге сформировались богословские взгляды Антония, вызывавшие впоследствии полемику; в эти же годы состоялось его знакомство с Иоанном Кронштадтским, продолжавшееся и во время ректорства в Московской духовной академии. Опыт Иоанна Кронштадтского стал одной из основ курса пастырского богословия, составленного Антонием.
С 1891 года — ректор Московской духовной академии (МДА, в возрасте 27 лет).
Летом 1895 года, вследствие несогласия митрополита Московского Сергия Ляпидевского с новаторскими подходами молодого ректора МДА к воспитанию и обучению, в частности поощрением студентов к принятию монашества, переведён на должность ректора Казанской духовной академии (по 1900 год).

### Епископское служение до революции 1917 года

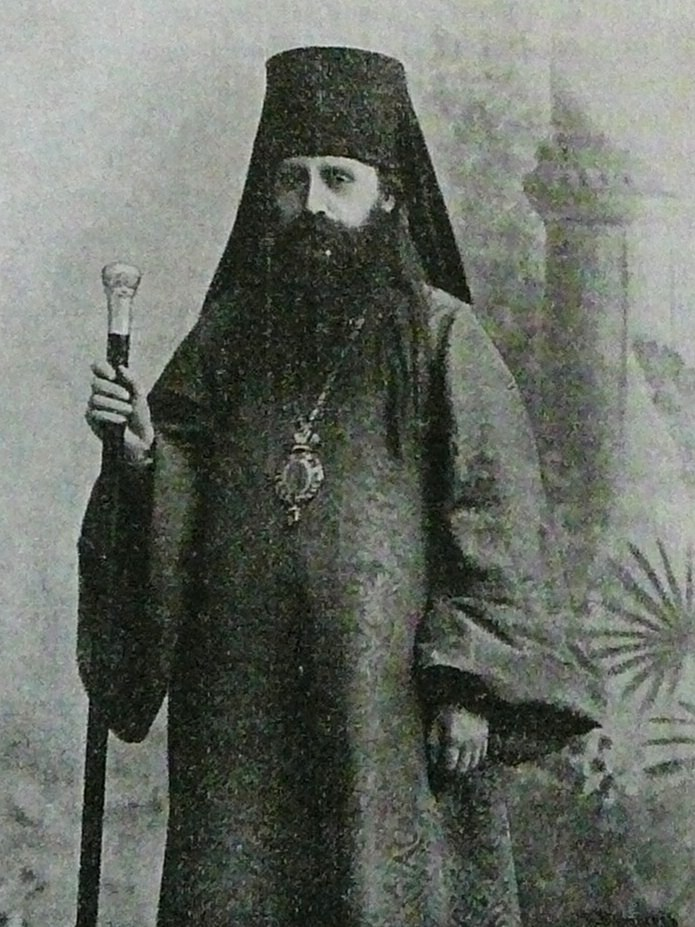
Епископ Чебоксарский Антоний (Храповицкий) (фото из журнала «Деятель» за декабрь 1898 года)

7 сентября 1897 года хиротонисан в Казани во епископа Чебоксарского, викария Казанской епархии.
1 марта 1899 года, в связи с открытием в Казанской епархии второго викариатства, назначен епископом Чистопольским, первым викарием Казанской епархии, с оставлением в должности ректора.
14 июля 1900 года высочайше утверждён доклад Синода о бытии ему епископом Уфимским и Мензелинским (самостоятельная епархиальная кафедра в Уфе); 17 августа избран почётным членом Казанской духовной академии.
27 апреля 1902 года переведён на Волынскую кафедру (епархиальный центр в Житомире) епископом Волынским и Житомирским, священноархимандритом Почаевской Успенской лавры. Построил в лавре тёплый Троицкий собор в «новгородско-псковском стиле» (освящён в 1912 году), проект которого был заказан молодому архитектору Алексею Щусеву. Боролся со взяточничеством и поборами с духовенства, способствовал возрождению Овручского монастыря и Почаевской лавры, председатель Волынского отдела Императорского православного палестинского общества.
В 1905 году — один из организаторов Союза русского народа; почётный председатель его Почаевского отдела. Во время первых еврейских погромов он выступил с крайне резким осуждением насилия. Так, в прочитанной в Житомире проповеди, посвящённой кишинёвскому погрому, он сравнил его участников с Иудой и дикарями-каннибалами. В письме митрополиту Киевскому Флавиану он отмечал:

Из Киева я получил от «профессора» Благовещенского (конечно, псевдоним) грубо ругательное письмо за осуждение громил <...>. Я против избиения жидов ни слова не говорил, и когда мне приписывают заслугу в том, что в Житомире не было избиений, то не знаю, радоваться ли сему или скорбеть. Ведь <...> некоторая осторожность революционеров зависят не от чего иного, как от мужицких мордобитий и «красных петухов». Мужички за себя постояли.— Письмо от 7 ноября 1905 года
Состоял почётным членом «Казанского общества трезвости» и Казанского отдела Русского собрания. Стал первым архиереем — членом Русского собрания.
22 апреля 1906 года избран членом Государственного совета Российской империи от монашествующего духовенства, состоял в группе правых. 13 января 1907 года сложил с себя полномочия члена Госсовета.
В марте — декабре 1906 года состоял членом Предсоборного присутствия при Святейшем синоде, где председательствовал в VI отделе «По делам веры: о единоверии, старообрядчестве и других вопросах веры».
6 мая 1906 года был возведён в сан архиепископа.
В марте — апреле 1908 года руководил высочайше назначенной ревизией Киевской духовной академии, приведшей к уходу её ректора — епископа Платона (Рождественского), что обусловило впоследствии неприязненные отношения двух иерархов в эмиграции. По позднейшему мнению протоиерея Георгия Флоровского, ревизия «не была беспристрастной, особенно в Киевской академии».
В июле 1908 года председательствовал на 4-м Всероссийском миссионерском съезде в Киеве. Награждён орденом Святого Владимира III (1898) и II (1908) степеней.
В 1911 году издал 2-е собрание своих трудов и 14 июня того же года советом Казанской духовной академии был удостоен степени доктора богословия (утверждён в звании Святейшим синодом 15 июля). Награждён бриллиантовым крестом для ношения на клобуке.
В январе 1912 году председательствовал на 1-м Всероссийском единоверческом съезде.
Выступал с осуждением имяславия как ереси.
В 1912 году назначен членом Святейшего синода с оставлением на Волынской кафедре; после кончины митрополита Антония (Вадковского) обер-прокурор Владимир Саблер предложил его кандидатуру на замещение Санкт-Петербургской кафедры, но предложение не было принято императором.
В 1912—1913 годах участвовал в работе Предсоборного совещания.
В феврале 1913 года находился в Петербурге, принимая участие в праздновании 300-летия Дома Романовых, в частности, 21 февраля сослужил патриарху Антиохийскому Григорию IV, который возглавил торжественную литургию в Казанском соборе (архиепископ Антоний был инициатором приглашения патриарха Григория на торжества). За несколько дней до начала юбилейных торжеств по его поручению с соизволения императора в Петербург из Житомира была привезена Почаевская икона (находилась временно в Житомире ввиду угрозы войны)
14 мая 1914 года назначен архиепископом Харьковским и Ахтырским.
После Февральской революции 1917 года комиссаром духовных дел в Харькове стал присяжный поверенный Рапп, а затем присланный Киевской украинской церковной радой урядник Корнильев. Члены Церковной рады были настроены националистически и хотели удалить из Харькова правящего архиепископа Антония (Храповицкого). 16 апреля 1917 года в Благовещенском соборе часть прихожан потребовала удаления архиерея из епархии. Комиссар духовных дел приказал архиепископу Антонию покинуть Харьков в трёхдневный срок. Однако под давлением верующего народа этот срок увеличили до пяти дней и позволили оставаться в пределах губернии до решения Священного синода. Архиепископ Антоний подал прошение на покой и отбыл в Святогорский монастырь своей епархии. Однако революционные губернские власти не разрешили ему пребывание в пределах Харьковской губернии. 15 мая 1917 года по постановлению Священного синода он отправился на покой в Валаамский Спасо-Преображенский монастырь.
Примечательно, что Валаамский монастырь относился к Финляндской епархии, которой на тот момент управлял архиепископ Сергий (Страгородский), ученик архиепископа Антония. На покое архиепископ Антоний написал сочинение «Догмат искупления», вызвавший впоследствии острую критику богословского характера. Был избран на Всероссийский Поместный собор (открылся 15 августа) от монашествующих, но участвовал как епархиальный архиерей, так как в августе был вновь избран на епархиальном собрании в Харькове на прежнюю кафедру (избрание утверждено 16 августа).

### В 1917—1920 годах

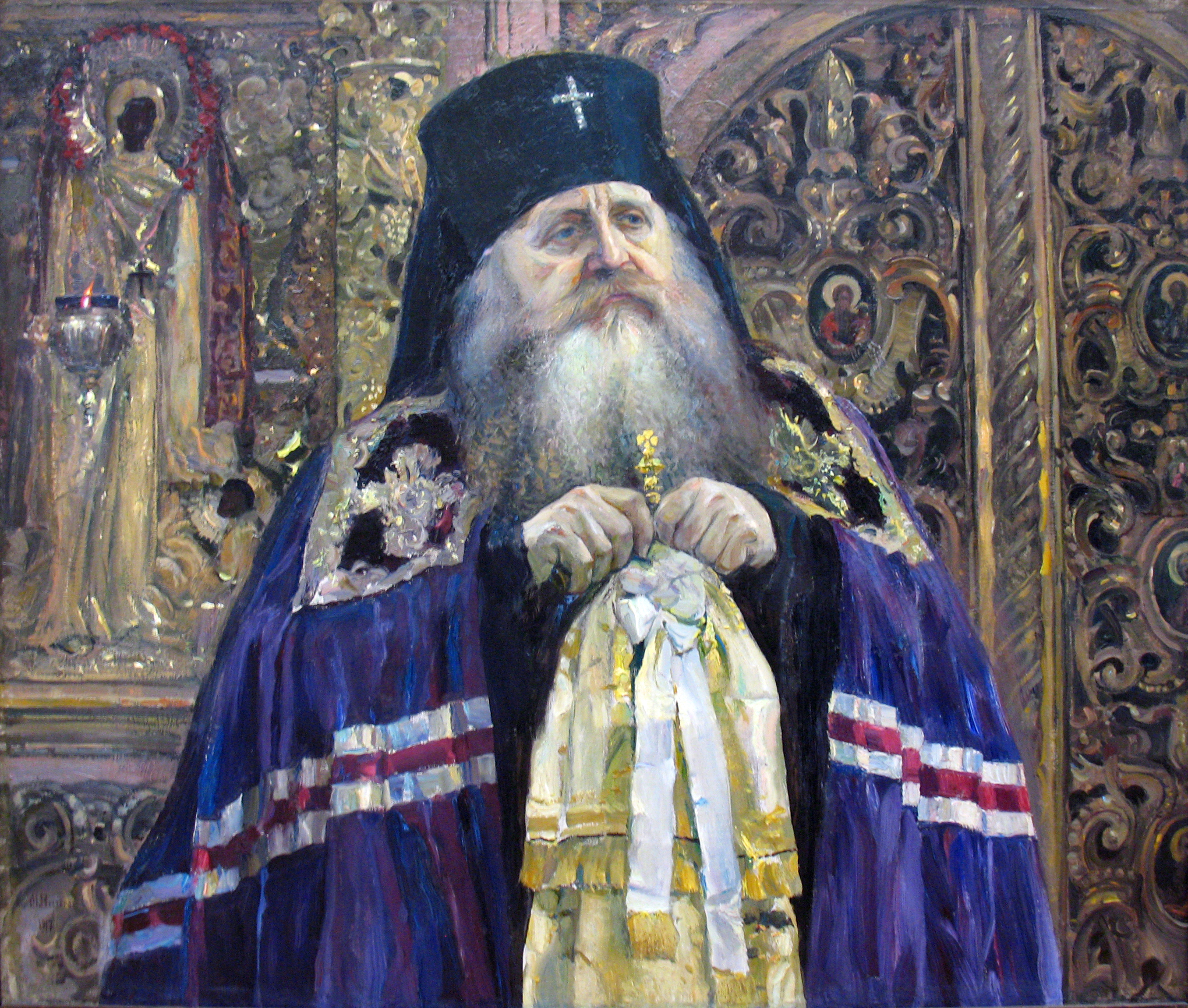
Архиепископ Антоний в 1917 году. Художник Михаил Нестеров. Государственная Третьяковская галерея

Члены Центральной Рады были настроены против монархиста архиепископа Харьковского Антония. 16 апреля 1917 года во время службы в Благовещенском соборе «деятели украинского национального движения» шумно потребовали его смещения с кафедры. «Комиссар духовных дел» Центральной Рады В. И. Рапп также потребовал от него удалиться из Харькова. 1 мая 1917 года архиепископ Антоний был уволен на покой в Валаамский монастырь, куда выехал 15 мая 1917 года.
Позднее, с августа 1917 года, Антоний — член Поместного собора 1917—1918 годов, участвовал в 1-2-й сессиях, товарищ председателя Собора, член Соборного совета и Судной комиссии при Совещании епископов, председатель X и член II, V, XI, XII отделов. Первый (по числу голосов: получил 309 голосов; за ним следовали архиепископ Новгородский Арсений (Стадницкий) — 159 голосов, митрополит Московский Тихон (Беллавин) — 148 голосов) из трёх кандидатов на патриарший престол.
5 ноября 1917 года, сразу по избрании на патриарший престол чрез жребий митрополита Московского Тихона прибыл с другими архиереями-членами Собора в Троицкое подворье (резиденцию Московского митрополита), где приветствовал последнего от имени Собора. В ответ наречённый Патриарх, поблагодарив всех архиереев, обратился лично к архиепископу Антонию, сказав, в частности: «Припомним, как в годы нашего учения в академии блаженной памяти наставники наши преосвященные Антоний и Михаил и Вы, ныне здравствующий владыка Антоний, в беседах, и часто после вечерней молитвы говорили студентам о восстановлении патриаршества. Владыка Антоний паче других потрудился в сем деле, и мы свидетели сего. Пропоём ему многая лета».
С 28 ноября 1917 года — митрополит Харьковский и Ахтырский.
30 мая 1918 года избран митрополитом Киевским и Галицким; в июле избран председателем Всеукраинского церковного собора. В декабре 1918 года, после занятия Киева войсками Директории, был арестован наряду с архиепископом Евлогием (Георгиевским). Оба архиерея были отправлены поездом в заключение в униатский монастырь в Бучаче, где находились епископ Чигиринский Никодим (Кротков) и его иеродиакон Николай; позже переведён в монастырь в Белянах под Краковом. По освобождении некоторое время жил во Львове.
Осенью 1919 года избран почётным председателем Временного высшего церковного управления на Юго-Востоке России, действовавшего на территориях, подконтрольных Белому движению
.

### В эмиграции
Покинул Россию в марте 1920 года, прибыв из Новороссийска в Афины, откуда перебрался на Афон, где планировал остаться, но пробыл около пяти месяцев.
В сентябре 1920 года был вызван Петром Врангелем в Крым, откуда 6/19 ноября 1920 года эвакуировался вместе с его армией и другими беженцами в оккупированный Антантой Константинополь. В тот же день на борту корабля «Великий Князь Алексей Михайлович» вместе с митрополитом Одесским Платоном (Рождественским), архиепископом Полтавским Феофаном (Быстровым) и епископом Севастопольским Вениамином (Федченковым) принял участие в заседании Временного высшего церковного управления на Юге России. Этот день Русская зарубежная церковь рассматривает как начало своего существования

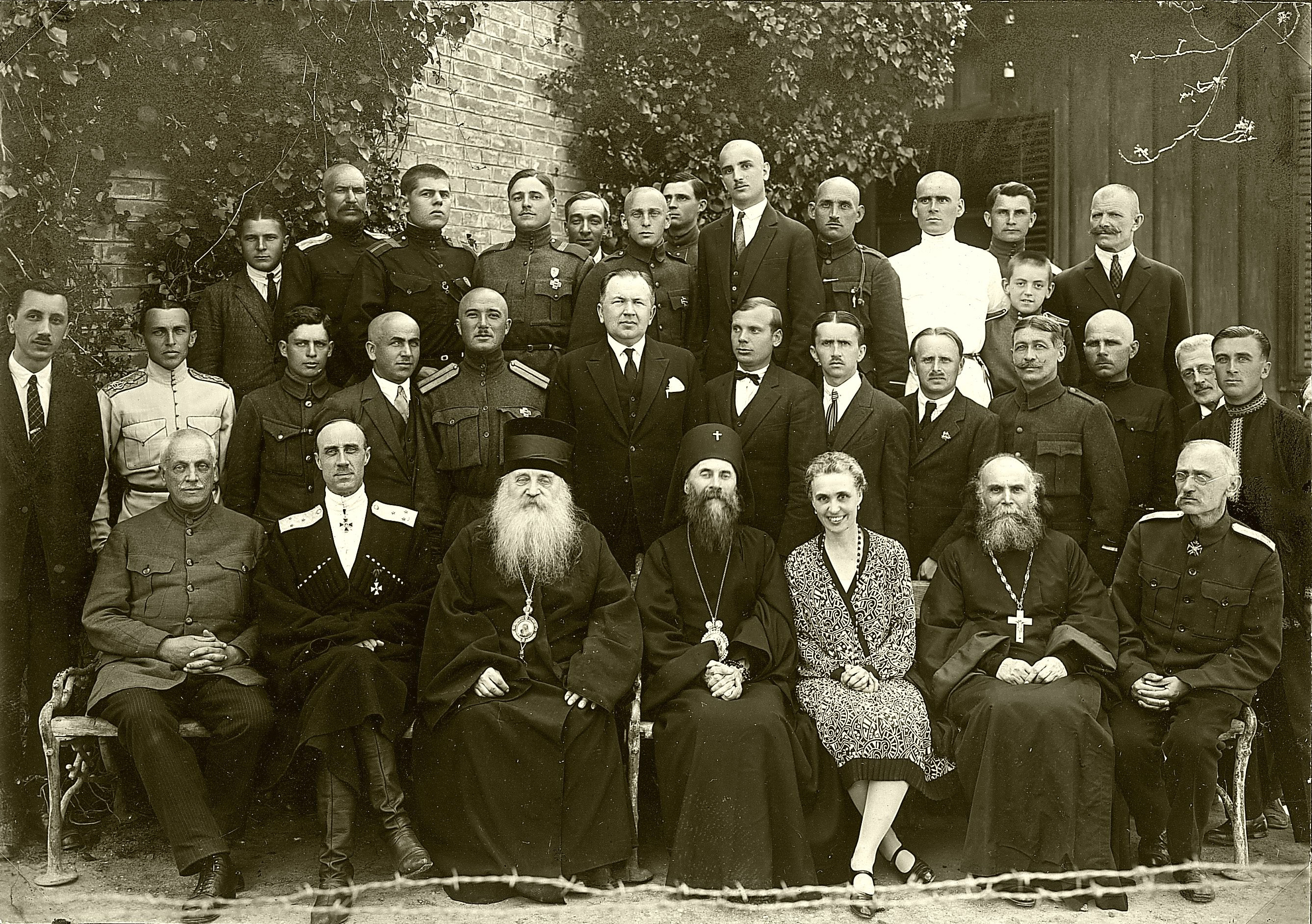
Пётр Врангель и Антоний Храповицкий в Югославии. 1927 год

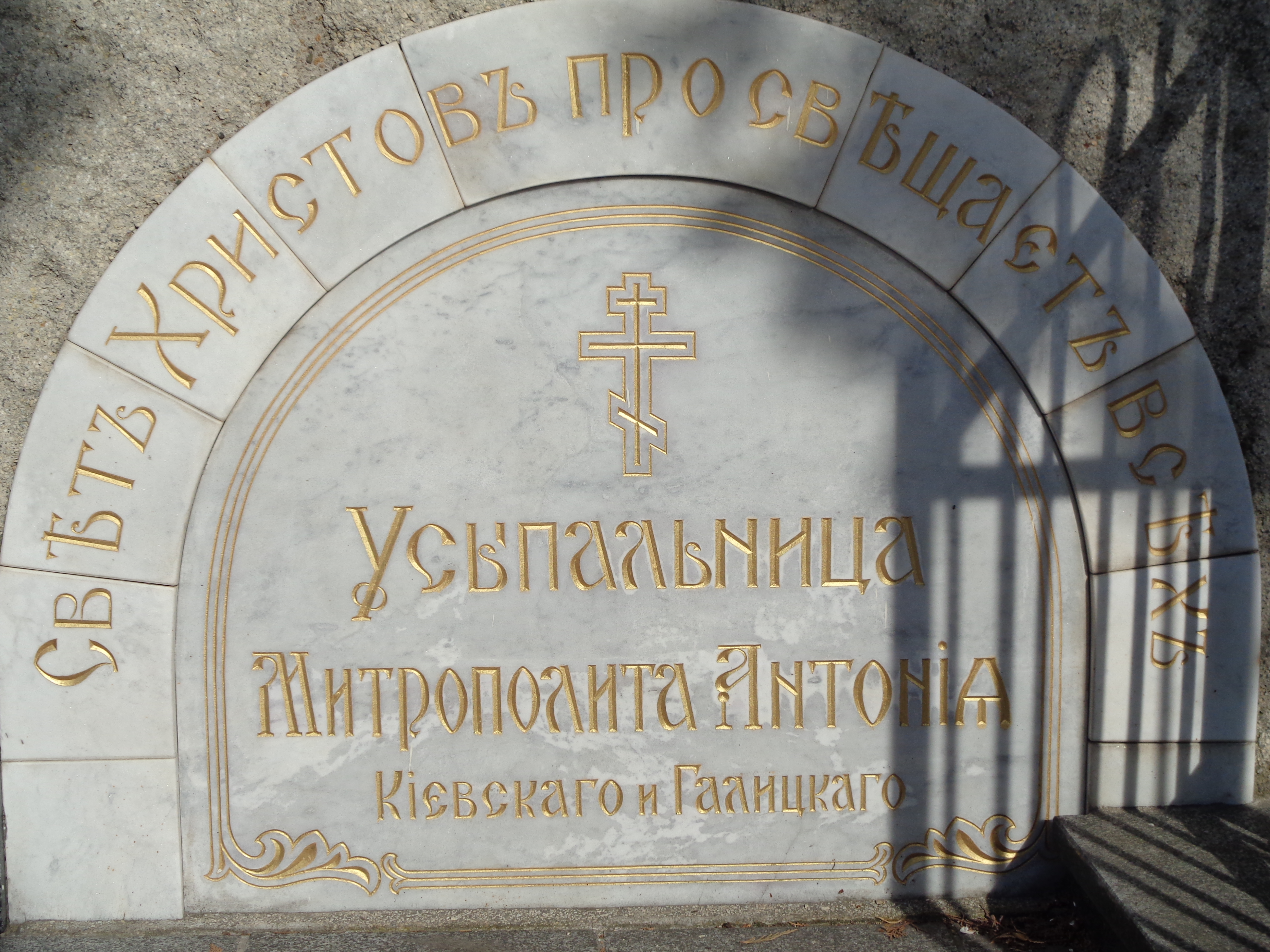

14 февраля 1921 года переехал в Сербию (Королевство сербов, хорватов и словенцев), где ему была предоставлена резиденция в Сремских Карловцах (бывший дворец Карловацких патриархов). В ноябре — декабре 1921 года в Сремских Карловцах состоялось Всезаграничное русское церковное собрание, впоследствии переименованное в Собор. Собор образовал Высшее русское церковное управление заграницей (ВРЦУ) под председательством митрополита Антония, принял ряд политических документов антибольшевистской направленности.
В эмиграции поддерживал белые силы на Дальнем Востоке. Владивостокская организация «Вера, Царь и Народ» опубликовала призыв митрополита Антония к антибольшевистским вооруженным силам Дальнего Востока. Антоний призывал к созданию народного ополчения для защиты «православной веры и русского обычая». Антоний заявил, что его призывы — аналогия призывам Нижегородской рати в её походе на Москву в 1612 году. По словам Антония, главная цель нового ополчения — возродить «старую Россию, настоящую русскую православную Россию с царем из потомков патриарха Филарета и Михаила Федоровича Романова».
5 сентября 1927 году Временный заграничный Архиерейский синод, заслушав послание заместителя Патриаршего Местоблюстителя митрополита Сергия и Временного патриаршего Священного синода (в Москве) от 16/29 июля 1927 года («Декларацию митрополита Сергия»), постановил: «Заграничная часть Всероссийской Церкви должна прекратить сношения с Московской церковной властью ввиду невозможности нормальных сношений с нею и ввиду порабощения её безбожной советской властью, лишающей её свободы в своих волеизъявлениях и каноническом управлении Церковью». Указом заместителя Патриаршего Местоблюстителя и при нём Патриаршего Священного синода (в Москве) «О Карловацкой группе» от 22 июня 1934 года № 50 постановлялось запретить в священнослужении, среди прочих, «бывшего Киевского митрополита Антония». 10 сентября 1934 года Архиерейский собор в Сремских Карловцах особым постановлением отверг указ митрополита Сергия; постановление было подписано 17 епископами, не считая подписи митрополита Антония. Вместе с тем, суд над зарубежными архиереями, о котором говорится в решении от 22 июня 1934 года, так и не состоялся.
До своей кончины в 1936 году возглавлял Русскую православную церковь заграницей. Был ярым оппозиционером митрополита Сергия и возглавляемого им де-факто Временного патриаршего Синода в Москве, находившегося под полным контролем руководства СССР.
До конца жизни оставался убеждённым монархистом. Высказывал мнение, что за русской революцией стоят евреи; так, в своём послании от 12/25 сентября 1929 года в связи с событиями на КВЖД писал: «<…> мы от имени Св. Церкви, от имени Христова молим вас, отцы, братие и сестры во Христе, подняться с того далёкого края нашего отечества по сию и даже по ту сторону китайской границы, восстать против врагов нашей родины, против злых безбожных и руководящих оными христоненавистников-иудеев, именно тех, которые стоят за спиной неразумных большевиков <…>».
В «Воззвании к православным русским людям» 13 сентября 1929 года признал великого князя Кирилла Владимировича императором с 1924 года, хотя ранее признавал «Верховным Вождём» великого князя Николая Николаевича.
Тепло относился к воспитанному при русском императорском дворе югославскому королю Александру I Карагеоргиевичу, которого одно время рассматривали в РПЦЗ как возможного претендента на русский престол. Приветствовал возвращение на престол в 1935 году находившегося до того в изгнании греческого короля Георга II, написав, что видит в том «второй и третий шаг к возвращению славного прошлого и великого будущего Православной Империи», о создании которой он мечтал.

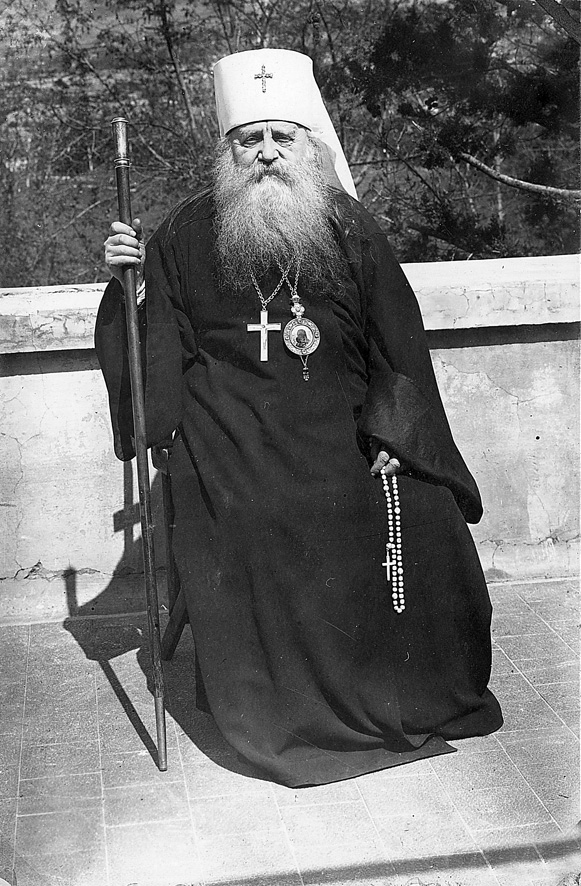

В конце жизни пытался примириться с митрополитом Евлогием (Георгиевским) без последствий для раскола в русском церковном зарубежье.
В последние годы своей жизни митрополит Антоний не мог вставать и ходить.
Скончался 10 августа 1936 года в Сремских Карловцах. Отпевание в соборной церкви Белграда 12 августа совершил патриарх Сербский Варнава, неизменно оказывавший покойному защиту и покровительство.
Погребён на Новом кладбище Белграда, в склепе Иверской часовни.
Патриарх Московский и всея Руси Алексий I, находясь в Югославии в 1945 году, отслужил панихиду по митрополиту Антонию.

## Отношение к иудейству и еврейскому вопросу
С одной стороны, видел в евреях «племя вредное в экономическом и нравственном отношении» и одобрял их притеснения; с другой стороны, епископ осудил Кишинёвский погром, а после завершения революции 1905 года предпринял попытку отделить религиозных евреев и евреев-революционеров («бундистов»). К первым он относился с симпатией, тогда как вторых он порицал как «отщепенцев» и «нигилистов», рассматривая их как «зло народу». Он утверждал, что первых в России никогда не обижали, а борьба за политическую свободу евреев приведёт к плохим последствиям. По мнению Антония, иудеи и иудейские первосвященники готовили восстание против Римской империи, с чем был не согласен Иисус, выступавший за нравственную свободу, а не политическую. Рост популярности Иисуса в народе вызвал беспокойство первосвященников, которые опасались, что он помешает их восстанию. Эти рассуждения были вызваны опытом русской революции. Статус Финляндии он сопоставлял со статусом Иудеи в Римской империи; сравнивал иудейский «патриотизм Иисуса» с настроениями «истинных русских патриотов»; утверждал, что пророчества Даниила содержат «религиозно-политическую программу иудейства», которой евреи упорно следуют. Иисус, в его интерпретации, отстаивал законность римской власти и не желал революции. В результате Иисус стал «жертвой еврейской революции».

## Оценки и память
Некоторые усматривали в его воззрениях папоцезаризм. Так, Павел Флоренский писал в своём труде, составлявшемся в 1908—1918 годах: «В церковных кругах, считающих себя правилами благочестия и столпами канонической корректности, с некоторых пор стараниями главным образом архиепископа Антония (Храповицкого) стала культивироваться мысль о безусловной необходимости неограниченной церковной власти и склонность к светской власти так или иначе коллективной, например ограниченной коллективно выработанной конституцией или решениями того или другого представительного органа».
Архимандрит Киприан (Керн), в Сербии тесно общавшийся с митрополитом Антонием, вспоминал о его воззрениях: «Прежде всего, это был исключительно церковный человек, то есть у него была исключительно церковная аксиология и критериология. Он всё расценивал с точки зрения примата Церкви. Церкви, а не государства; Церкви, а не прогресса; Церкви, а не светских предрассудков, и т. д. <…> Он стоял на безусловно правильном и единственно возможном понимании единства Церкви. Церковь — одна. Других церквей нет и быть не может. Всё, что не согласно с этой единой Церковью, в смысле ли вероучительном, в единстве догматического предания или в смысле каноническом, в единстве богоустановленной иерархии, — всё это ересь, раскол, самочинное сборище. <…> Рим для него был так же еретик и больше ничего. Он отрицал у католиков всё, кроме права называться еретиками. <…> Известен его афоризм, что папа — простой мужик. <…> У митрополита была своя православная вера в царство и царя, вера чисто византийская, теократическая. Царь не был для него политической формулой, как для всех бюрократов, политиков или просто „союзников“. Царь — это был догмат веры. Это была часть его вероисповедного символа».
Полемику и критику вызывали (в основном в эмиграции) его богословие и в особенности сотериологические взгляды. Антоний Храповицкий, возглавив РПЦЗ, проповедовал учение об искуплении, совершившемся не через крестные муки, жертву и смерть Христа, а через нравственные мучения в Гефсиманском саду, и учение о первородном грехе, которые некоторыми авторами характеризовались как еретические. Протоиерей Иоанн Мейендорф полагал учение Антония об искуплении «явно несовместимым с православным пониманием». Протоиерей Георгий Флоровский называл общее направление его богословской мысли «моралистическим психологизмом», отмечая, что Антония не интересуют онтологические основания его учения, его соответствие догматам Халкидонского собора о двух природах Христа и VI Собора о двух волях.
15 ноября 2014 года в Сремских Карловцах на вратах Патриаршего дворца, служившего в 1941—1945 годах резиденцией Архиерейского синода РПЦЗ, состоялось освящение мемориальной доски митрополиту Антонию. Освящение мемориальной доски возглавил митрополит Волоколамский Иларион, в церемонии приняли участие архиепископ Женевский и Западно-Европейский Михаил (Донсков), епископы Сербской православной церкви Зворничко-Тузланский Хризостом (Евич) и Сремский Василий (Вадич), настоятель подворья Русской православной церкви в Белграде протоиерей Виталий Тарасьев и секретарь отдела внешних церковных связей по межправославным отношениям протоиерей Игорь Якимчук.
Клирик Русской зарубежной церкви иеромонах Евтихий (Довганюк) отмечает:

Ректор трёх академий, один из наиболее известных русских архиереев, набравший наибольшее число голосов на выборах патриарха, митрополит Антоний по призванию был в большей мере пастырем, чем богословом. Но несмотря на это, а во многом и благодаря этому (то есть своему пастырскому таланту), он имел значительное влияние на молодых богословов, в том числе на выбор ими тем для научной разработки. Один из выпускников МДА 1894 года вспоминал: «Это удивительно, когда я читаю N или разговариваю с Z, то я всегда ловлю себя на мысли: да, где-то я об этом уже слышал. Начинаю вспоминать и обретаю первоисточник — нашего бывшего ректора академии преосвященного Антония». Владыка был вдохновителем магистерских работ протоиерея Павла Светлова и Патриарха Сергия (Страгородского), а также кандидатских диссертаций антиюридической направленности иеромонаха Тарасия (Курганского) и иеродиакона, а впоследствии архиепископа и священномученика Андроника (Никольского). Нетрудно обнаружить его влияние и на разработку отдельных богословских тем и идей святителем Иларионом (Троицким).
Зинаида Гиппиус характеризовала Антония следующим образом: «циник, сквернослов, властник, карьерист, чуть не насильно постригавший в монахи петербургскую академическую молодежь, прибавлю от себя».

## В живописи
- М.В.Нестеров. Архиепископ Антоний. Москва. 1917 // Государственная Третьяковская галерея
- П.Д.Корин. Реквием. Русь уходящая. Финальный эскиз. Москва. 1925–1959 (Архиепископ Антоний — в центре в белом клобуке) // Дом-музей П.Д.Корина, Государственная Третьяковская галерея.
- Архимандрит Киприан (Пыжов). Архимандрит Антоний (Храповицкий). США. Середина ХХ в.
- Б.Мухин. Архимандрит Антоний (Храповицкий). Москва. Середина XX века // Музей христианского искусства «Церковно-археологический кабинет» Московской духовной академии.
- Священник Алексей Старицын-Лакшеев. Святитель Антоний. Франция. Середина XX века.

## В кино
- 1981 — «Черный треугольник» — Вацлав Дворжецкий

## Основные труды
- «Психологические данные в пользу свободы воли и нравственной ответственности» (СПб., 1887; 2 изд. ib., 1888, магист. диссерт.);
- Толкование на книгу св. пророка Михея. — СПб., 1890;
- «Превосходство православия над учением папизма в его изложении Вл. Соловьёвым» (СПб., 1890);
- «Беседы о превосходстве православного понимания Евангелия сравнительно с учением Л. Толстого» (изд. 2, СПб., 1891);
- Православное учение о спасении. 1895;
- «Нравственная идея догмата Пресвятой Троицы» (изд. 2, Казань, 1898);
- «Из чтений по пастырскому богословию» (Казань, 1896);
- «Лекции по пастырскому богословию» (ib., 1900);
- «Возможна ли нравственная жизнь без христианской религии» (Казань, 1897);
- «Значение молитвы для пастыря церкви» (ib., 1897).
- «Полное собрание сочинений». Т.1, Т.2, Т.3 (издано в 1900, Казань).
- Автор новой службы Иову Почаевскому и составитель службы Почаевской иконе.
- Нравственный смысл основных христианских догматов. — Вышний Волочёк, 1906;
- «Служба Святому мученику младенцу Гавриилу, в лето Господне 1690-е от иудей умученному в Белостоке граде, егоже нетленныя мощи во граде Слуцке доднесь почивают» (1908).
- О восстановлении патриаршества в России. — М., 1912 (2-е изд.);
- Окружное послание ко всем отделяющимся от Православной Церкви старообрядцам. — СПб., 1913;
- Христианская вера и война. — Х., 1916;
- «Догмат Искупления» (1917);
- Словарь к творениям Достоевского. — София, 1921. — 184 с.
- «Опыт Христианского Православного Катехизиса» (Сремски-Карловци, 1924);
- Мысли митрополита Антония, высказанные им в проповедях 1935—1936 гг. Записанные П. С. Лопухиным. — Нью-Йорк. — 1961. — 60 с.
- Ф. М. Достоевский как проповедник возрождения. — Нью-Йорк, 1965. — 311 с.
- Полное собрание сочинений: В 7 т. Н.-Й., 1963—1969;
- Письма. — Джорданвилль, 1988
- Жизнеописание. Письма к различным лицам. СПб., 2006;
- Собрание сочинений. Т. 1-2. — М., 2007;